# Klemen Kosi
Klemen Kosi (ur. 19 czerwca 1991 w Mariborze) – słoweński narciarz alpejski.

## Kariera
Po raz pierwszy na arenie międzynarodowej Klemen Kosi pojawił się 8 grudnia 2006 roku w Geilo, gdzie w zawodach FIS Race w gigancie zajął 67. miejsce. W 2009 roku wystartował w gigancie i slalomie na mistrzostwach świata juniorów w Garmisch-Partenkirchen, jednak obu konkurencji nie ukończył. Jeszcze dwukrotnie startował na imprezach tego cyklu, najlepszy wynik osiągając podczas rozgrywanych dwa lata później mistrzostw świata juniorów w Crans-Montana, gdzie zajął czwarte miejsce w slalomie. Walkę o podium przegrał tam z Francuzem Mathiasem Rollandem o 0,40 sekundy.
W zawodach Pucharu Świata zadebiutował 6 marca 2011 roku w Kranjskiej Gorze, gdzie nie ukończył pierwszego przejazdu slalomu. Pierwsze pucharowe punkty wywalczył 18 stycznia 2013 roku w Wengen, zajmując czternaste miejsce w superkombinacji. Nigdy nie stanął na podium zawodów PŚ, najwyższą lokatę wywalczył 15 stycznia 2016 roku w Wengen, kończąc rywalizację w superkombinacji na siódmej pozycji. W sezonie 2015/2016 zajął 68. pozycję w klasyfikacji generalnej.
W 2013 roku wystartował na mistrzostwach świata w Schladming, gdzie jego najlepszym wynikiem było dwunaste miejsce w superkombinacji. Podczas rozgrywanych dwa lata później mistrzostw świata w Vail/Beaver Creek był między innymi dziesiąty w supergigancie i szesnasty w superkombinacji. W międzyczasie wystąpił na igrzyskach olimpijskich w Soczi, jednak plasował się poza czołową dwudziestką. Brał też udział w igrzyskach w Pjongczangu w 2018 roku, gdzie był między innymi dziesiąty w kombinacji.

## Osiągnięcia

### Igrzyska olimpijskie
| Miejsce | Dzień     | Rok  | Miejscowość | Konkurencja     | Czas biegu | Strata | Zwycięzca          |
| ------- | --------- | ---- | ----------- | --------------- | ---------- | ------ | ------------------ |
| 24.     | 9 lutego  | 2014 | Soczi       | Zjazd           | 2:06,23    | +2,75  | Matthias Mayer     |
| DSQ2    | 14 lutego | 2014 | Soczi       | Superkombinacja | 2:45,20    | -      | Sandro Viletta     |
| 29.     | 16 lutego | 2014 | Soczi       | Supergigant     | 1:18,14    | +3,13  | Kjetil Jansrud     |
| 37.     | 19 lutego | 2014 | Soczi       | Gigant          | 2:45,29    | +8,07  | Ted Ligety         |
| DNF1    | 22 lutego | 2014 | Soczi       | Slalom          | 1:41,84    | -      | Mario Matt         |
| 10.     | 13 lutego | 2018 | Pjongczang  | Superkombinacja | 2:06,52    | +2,85  | Marcel Hirscher    |
| DNF     | 15 lutego | 2018 | Pjongczang  | Zjazd           | 1:40,25    | -      | Aksel Lund Svindal |
| 25.     | 16 lutego | 2018 | Pjongczang  | Supergigant     | 1:24,44    | +2,06  | Matthias Mayer     |

### Mistrzostwa świata
| Miejsce | Dzień     | Rok  | Miejscowość       | Konkurencja     | Czas biegu | Strata | Zwycięzca            |
| ------- | --------- | ---- | ----------------- | --------------- | ---------- | ------ | -------------------- |
| 27.     | 6 lutego  | 2013 | Schladming        | Supergigant     | 1:23,96    | +2,87  | Ted Ligety           |
| 29.     | 9 lutego  | 2013 | Schladming        | Zjazd           | 2:01,32    | +4,95  | Aksel Lund Svindal   |
| 12.     | 11 lutego | 2013 | Schladming        | Superkombinacja | 2:56,96    | +3,97  | Ted Ligety           |
| 31.     | 15 lutego | 2013 | Schladming        | Gigant          | 2:30,71    | +9,11  | Ted Ligety           |
| 10.     | 5 lutego  | 2015 | Vail/Beaver Creek | Supergigant     | 1:15,68    | +0,71  | Hannes Reichelt      |
| DNF     | 7 lutego  | 2015 | Vail/Beaver Creek | Zjazd           | 1:43,18    | -      | Patrick Küng         |
| 16.     | 8 lutego  | 2015 | Vail/Beaver Creek | Superkombinacja | 2:36,10    | +1,66  | Marcel Hirscher      |
| 33.     | 13 lutego | 2015 | Vail/Beaver Creek | Gigant          | 2:34,16    | +7,59  | Ted Ligety           |
| DNF     | 9 lutego  | 2017 | Sankt Moritz      | Supergigant     | 1:25,38    | -      | Erik Guay            |
| 24.     | 12 lutego | 2017 | Sankt Moritz      | Zjazd           | 1:38,91    | +1,55  | Beat Feuz            |
| 22.     | 13 lutego | 2017 | Sankt Moritz      | Superkombinacja | 2:26,33    | +2,70  | Luca Aerni           |
| DNF     | 6 lutego  | 2019 | Åre               | Supergigant     | 1:24,20    | -      | Dominik Paris        |
| 43.     | 9 lutego  | 2019 | Åre               | Zjazd           | 1:19,98    | +2,92  | Kjetil Jansrud       |
| 24.     | 11 lutego | 2019 | Åre               | Superkombinacja | 1:47,71    | +2,39  | Alexis Pinturault    |
| 60.     | 15 lutego | 2019 | Åre               | Gigant          | 2:20,24    | -      | Henrik Kristoffersen |

### Mistrzostwa świata juniorów
| Miejsce | Dzień       | Rok  | Miejscowość            | Konkurencja | Czas biegu | Strata     | Zwycięzca               |
| ------- | ----------- | ---- | ---------------------- | ----------- | ---------- | ---------- | ----------------------- |
| DNF1    | 5 marca     | 2009 | Garmisch-Partenkirchen | Gigant      | 2:18,49    | -          | Alexis Pinturault       |
| DNF2    | 6 marca     | 2009 | Garmisch-Partenkirchen | Slalom      | 1:20,78    | -          | Jesper Riis-Johannessen |
| 35.     | 31 stycznia | 2010 | Region Mont Blanc      | Gigant      | 2:17,55    | +4,82      | Mathieu Faivre          |
| DNF     | 1 lutego    | 2010 | Region Mont Blanc      | Supergigant | 1:29,71    | -          | Maxence Muzaton         |
| 19.     | 2 lutego    | 2010 | Region Mont Blanc      | Slalom      | 1:30,97    | +4,06      | Reto Schmidiger         |
| 57.     | 4 lutego    | 2010 | Region Mont Blanc      | Zjazd       | 1:19,32    | +3,49      | Mattia Casse            |
| 7.      | 4 lutego    | 2010 | Region Mont Blanc      | Kombinacja  | 35,04 pkt  | +80,66 pkt | Colby Granstrom         |
| 28.     | 30 stycznia | 2011 | Crans-Montana          | Gigant      | 2:19,62    | +5,09      | Alexis Pinturault       |
| 4.      | 31 stycznia | 2011 | Crans-Montana          | Slalom      | 1:28,54    | +2,43      | Reto Schmidiger         |
| 24.     | 3 lutego    | 2011 | Crans-Montana          | Zjazd       | 1:37,34    | +2,40      | Boštjan Kline           |
| 15.     | 4 lutego    | 2011 | Crans-Montana          | Supergigant | 1:22,44    | +1,90      | Boštjan Kline           |
| 6.      | 3 lutego    | 2011 | Crans-Montana          | Kombinacja  | ?          | ?          | Reto Schmidiger         |

### Puchar Świata

#### Miejsca w klasyfikacji generalnej
- sezon 2012/2013: 113.
- sezon 2013/2014: 126.
- sezon 2014/2015: 91.
- sezon 2015/2016: 68.
- sezon 2016/2017: 100.
- sezon 2017/2018: 97.
- sezon 2018/2019: 92.
- sezon 2019/2020: 93.

#### Miejsca na podium w zawodach
Kosi nie stanął na podium zawodów PŚ.